# 馬家浜文化

馬家浜文化の範囲

馬家浜文化（ばかほうぶんか、马家浜文化、拼音: Mǎjiābāng wénhuà、Majiabang Culture、紀元前5000年頃 - 紀元前4000年頃）は、中国に存在した新石器時代の文化で、長江河口付近の太湖から杭州湾北岸にかけての地域（現在の江蘇省南部から浙江省北部）に広がっていた。
1959年、浙江省嘉興市の馬家浜（ばかほう）で新石器時代の遺跡（馬家浜遺跡）が発見された。当初は、1951年に江蘇省北部淮安県の青蓮崗から発見され1958年に命名された青蓮崗文化（せいれんこうぶんか、Qingliangang Culture、黄河下流の仰韶文化や大汶口文化に似る）の一部と考えられていたが、後に江蘇省北部の青蓮崗文化の遺跡とは異なる文化であることがわかり、1977年に馬家浜遺跡の名をとり正式に馬家浜文化と名づけられた。
馬家浜文化は、同じく長江河口にあり杭州湾の南岸から舟山群島にかけて存在した河姆渡文化（かぼとぶんか）とほぼ同時期に存在していたが、1000年以上にわたり別々の文化として共存し交流していたと考えられる。馬家浜文化の後に現れる崧沢文化やその後の良渚文化と同じく、馬家浜文化も太湖一帯に分布していた。馬家浜文化の発見は、長江流域が黄河流域同様に文明の揺籃の地であったことを示している。
馬家浜文化の人々はコメを栽培していた。草鞋山遺跡（そうあいざんいせき）では田の跡が発見されている。しかし遺跡からはブタの飼育を行っていた痕跡や、ノロジカなども見つかっており、人々は動物の狩猟や飼育も行い、農業には全面的に依存していなかったことがわかる。またヒスイなどによる装飾品や比較的高い温度で焼いた紅陶、衣服の繊維なども発見されている。